# Шале (Дордоња)
Шале (фр. Chaleix) насеље је и општина у југозападној Француској у региону Аквитанија, у департману Дордоња која припада префектури Нонрон.
По подацима из 2011. године у општини је живело 414 становника, а густина насељености је износила 22,01 становника/km². Општина се простире на површини од 18,81 km². Налази се на средњој надморској висини од 275 метара (максималној 313 m, а минималној 220 m).

## Демографија
| 1962. | 1968. | 1975. | 1982. | 1990. | 1999. | 2011. |
| ----- | ----- | ----- | ----- | ----- | ----- | ----- |
| 464   | 513   | 456   | 385   | 425   | 435   | 414   |

График промене броја становника у току последњих година